# Koedijk
Koedijk est un village situé dans les communes néerlandaises de Langedijk et d'Alkmaar, dans la province de la Hollande-Septentrionale.

## Histoire
Koedijk a été une commune indépendante jusqu'au 1er octobre 1972. À cette date, la commune est divisée en deux : la plus grande partie est rattachée à Alkmaar, le reste à Langedijk.